# Windmühle Exter
Die Windmühle Exter, auch Lindemanns Mühle genannt, ist eine Mühle im Ortsteil Exter der ostwestfälischen Stadt Vlotho im nordrhein-westfälischen Kreis Herford in Deutschland. Sie ist seit 1985 als Baudenkmal geschützt.

## Beschreibung
Die Mühle in Exter ist eine Holländerwindmühle mit Jalousieklappenflügeln, die nordseitig von einem Wall umgeben ist. Im unteren Bereich ist sie mit einer Durchfahrtmöglichkeit ausgestattet. Als Besonderheit besitzt die Mühle heute eine begehbare Holzgalerie an der Südseite an Stelle des vorherigen Walles, von der aus der Blick über Nordlippe bis zum Teutoburger Wald reicht. Die Mühle wurde mit Bruchsandsteinen aus der Umgebung erbaut und besitzt mit Kellergeschoss sechs Etagen. Der sichtbare Mühlenturm ist rund 18 Meter hoch, die Flügelpaarlänge beträgt etwa 23 Meter. Die drehbare Kappe wurde anfangs noch von Hand mit einer Stert genannten Balkenkonstruktion in die optimale Windrichtung gedreht. Bei der gründlichen Renovierung und Umgestaltung vor dem Ersten Weltkrieg ersetzte den Stert eine Windrose an der Kappe. Ursprünglich war die Mühle mit zwei Mahlgängen ausgestattet, jeweils einem für Schrot und Roggen. Ein Weizenmahlgang kam erst später dazu. Heute besitzt die Mühle wiederum nur zwei Mahlgänge für Schrot und Roggen.
Ursprünglich war der Mühlenturm verputzt. Mitte der 1980er Jahre wurde die mittlerweile stillgelegte Mühle als Schauobjekt renoviert. Dabei wurde der Sandstein freigelegt, damit die Strukturierung des Mauerwerks zur Geltung kommen konnte. Trotz Versiegelung durchdrang Nässe die Mauer und führte zu umfangreichen Schäden an der in großen Teilen noch erhaltenen Holzkonstruktion im Innern.
In den Jahren 2006 bis 2009 wurde die Mühle vom sie nun betreibenden Verein erneut instand gesetzt. Die hölzerne Inneneinrichtung wurde nahezu komplett ersetzt. Der Sandsteinturm ist von außen mit Holz verschindelt, was erneutes Eindringen von Nässe verhindert.
Ergänzend zur gesamten Anlage kamen 2012 ein Backhaus und eine Remise hinzu. Im 2014 fertiggestellten mit Mauerwerk ausgestatteten Fachwerkbau »Haus Mühlenblick« wird mit einfachem Küchenbetrieb ein Sitzplatzangebot für etwa 70 Personen bereitgehalten. Sanitäre Anlagen sind auch für Behinderte vorhanden.

## Geschichte
Die Windmühle wurde 1850 im Auftrag des Landwirtes Friedrich Wilhelm Lindemann erbaut. Bis zu einem Windschaden im Jahre 1961 wurde sie von drei Generationen der Familie Lindemann im Nebenbetrieb genutzt. In den folgenden Jahren stellten sich weitere Schäden am Gebäude ein und die Mühle verfiel zu einer Ruine. In den 1980er Jahren wurde die Mühle vom Löhner Verein „Vom Korn zum Brot e. V.“ übernommen und zwischen 1985 und 1987 renoviert. Nachdem sich die Mühle in den folgenden Jahren zu einem Ausflugsziel entwickelte, zeigten sich erneut schwere bauliche Mängel, die eine erneute Renovierung erforderlich machten. Der 2004 gegründete Verein „Windmühle Exter e. V.“ übernahm 2005 die Mühle und sorgte für die neuerliche Renovierung in den Jahren 2006 bis 2009. Die Mühle wird heute für den Nah-Tourismus und für Trauungen genutzt.